# Cuerpo de élite
Cuerpo de élite, inicialment anomenada Cuerpo de élite: Missión Palomares, és una pel·lícula espanyola estrenada el 26 d'agost de 2016, protagonitzada per María León, Miki Esparbé, Jordi Sánchez, Andoni Agirregomezkorta, Juan Carlos Aduviri i dirigida per Joaquín Mazón. El seu director ja havia dirigit sèries televisives com Con el culo al aire i Allí abajo. Va ser una de les pel·lícules espanyoles més taquilleres de l'any amb més d'un milió d'espectadors i una recaptació de més de 6,5 milions d'euros.

## Sinopsi
Després d'una operació fallida, un cos secret d'intervenció anomenat el "cos d'elit" resulta delmat i el Ministeri de l'Interior espanyol decideix reclutar nous membres per a la seva recomposició. El nou grup format per un agent de mobilitat madrileny, una guàrdia civil andalusa, un mosso d'esquadra català, un ertzaina basc i un legionari són entrenats amb l'objectiu de complir la seva primera missió: recuperar una bomba relacionada amb l'incident de Palomares.

## Producció
El rodatge de la pel·lícula va començar a la fi de juny de 2015 i va acabar set setmanes després a la fi de agost. Entre les localitzacions triades estaven Madrid, Barcelona, el Pais Basc i Extremadura localizaciones elegidas estaban Madrid, Barcelona, el País Vasco y Extremadura. També la Puerta del Sol, així com la Torre Glòries tenen un important protagonisme en la història. La cinta va tenir un pressupost total de 4,5 milions de euros.

## Repartiment
| Principals - Miki Esparbé es Santiago "Santi" Bravo, l'agent de mobilitat. - María Léon es Lola Rivera, la guàrdia civil. - Jordi Sánchez es Pep Canivell, el mosso d'Esquadra - Andoni Agirregomezkorta es Gorka Arizmendi, l'ertzaina. - Juan Carlos Aduviri es Byron Gonzalves, el legionari. - Silvia Abril es la tinent Gil. - Carlos Areces es Boyero, el ministre d'interior. - Joaquín Reyes es Julián Miralles, el secretari del ministre d'interior. - Rober Bodegas es Xoel Brey, el informàtic. - Pepa Aniorte es l'agent Camacho. - Vicente Romero es Pérez. - César Sarachu es Antxón Isarji, armer de ETA i ex-nuvi de Gorka. Secundaris - Octavi Pujades es l'agent valencià. - Rubén Sanz es l'agent madrileny. - Adriana Torrebejano es l'agent catalana. - Paco Tous es l'inspector, cap de Santi. - David Arnáiz es el company de Lola. - Mariona Terés es la periodista en cadira de rodes. - Anna Simon es la presentadora de les campanades. - Jorge Fernández es el presentador d'informatius. - Mónica Carrillo es la presentadora d'informatius. - Manuel Millán es el cura, pare de Xoel. 1. 2. |